# Mig og Naser - Hvor svært kan det være
|  | Denne artikel er oprettet af botten PalnaBot ud fra en ekstern database. Den kan derfor have sproglige fejl eller mangler. Denne skabelon kan fjernes efter kontrol af indholdet. |

Mig og Naser - Hvor svært kan det være er en dokumentarfilm instrueret af Cathrine Marchen Asmussen efter manuskript af Cathrine Marchen Asmussen.

## Handling
Jeg er dansk statsborger, jeg bor i Danmark, jeg betaler skat og er muslim. Jeg anerkender demokratiet. Hvor svært kan det være?, spørger den velintegrerede Amina Ahmed, da hun melder sig ind i foreningen Demokratiske Muslimer, som politikeren Naser Khader starter under Muhammed-krisen i 2005. Amina stiller op, vælges til bestyrelsen og træder direkte ind i rampelyset. Spørgsmålet er, om Islam og demokrati kan forenes? Foreningen vælger bl.a. at uddele en pris til en egyptisk koran-kritiker, og Amina kommer i et personligt dilemma. Koranen er hellig, og samtidig oplever hun, at hendes folkekære idol, Naser, ikke er den mand, hun troede, han var. Situationen spidser til. Trods store personlige omkostninger kæmper Amina for at påvirke billedet af praktiserende muslimer.